# Кукуш, Александр Георгиевич
Кукуш Александр Георгиевич (23 мая 1957, Киев) — украинский математик, доктор физико-математических наук, профессор кафедры математического анализа механико-математического факультета Киевского университета имени Тараса Шевченко. Область математических исследований — математическая статистика, прикладная статистика, финансовая математика.
В 1979 году окончил механико-математический факультет Киевского национального университета, затем аспирантуру кафедры математического анализа Киевского университета. В 1982 защитил кандидатскую диссертацию «Слабая сходимость мер и сходимость моментов в бесконечномерных пространствах», в 1995 — докторскую диссертацию «Асимптотические свойства оценок бесконечномерных параметров случайных процессов». С 1979 работает в Киевском университете. Читает нормативные курсы по теории меры и интеграла, по функциональному анализу и интегральных уравнений, а также нормативный курс «Statistics and Econometrics I». Разработал и читает специальные курсы «Гауссовы меры в гильбертовом пространстве», «Сплайны в статистике», «Теория оптимальных стратегий в Европейских опционах», «Модели регрессии с погрешностями в переменных».
Заместитель главного редактора журнала «Theory of Probability and Mathematical Statistics», член редколлегии журнала «Modern Stochastics: Theory and Applications». Рецензирует и реферирует статьи для международных журналов, в частности: «Mathematical Reviews» и «Zentralblatt für Mathematik».
Он также член Международного статистического института (с 2004 г.), член Американского математического общества, член Киевского математического общества.
Его сфера научных интересов включает: асимптотическую статистику случайных процессов, финансовую и актуарную математику, прикладную статистику, биостатистику, математическое образование.
При поддержке международной европейской программы TEMPUS — TACIS «Статистические аспекты экономики» проводил совместные исследования по финансовой математике вместе с шведским математиком Сильвестровым Дмитрием Сергеевичем.
Согласно европейскому проекту INTAS работал над исследованием асимптотической статистики. Участвует в научно-исследовательских проектах Национального авиационного университета по вопросам организации диспетчерской авиационной службы (2001—2013 годах и с 2017 года), а также в Институте радиационной медицины НАМН Украины по вопросам оценки радиационных рисков (с 2006 года).
Автор более 200 публикаций, в том числе в журналах «Journal of Multivariate Analysis», «International Journal of Biostatistics», «Journal of Statistical Planning and Inference», «Numerische Mathematik», «Computational Statistics and Data Analysis», «Computers and Mathematics Applications», «Metrika», «Теория вероятностей и её применения», «Inference for Stochastic Processes», «Insurance: Mathematics and Economics».
Соавтор книг:
- Никулин А. В., Кукуш А. Г., Татаренко Ю. С. Геометрия на плоскости (планиметрия). — Минск: Альфа, 1996.
- Никулин А. В., Кукуш А. Г., Татаренко Ю. С. Планиметрия. Геометрия на плоскости. — Висагинас: Альфа, 1998. — 592 с. — (Библиотека школьника). ISBN 9986-582-54-7 .
- Никулин А. В. Геометрия: Углубленный курс 7-9 класс / А. В. Никулин, О. Кукуш.- К .: Перун, 1998.- 349 с. ISBN 966-569-085-X
- Монотонные последовательности и функции, М .: Высшая школа, 1989.
- Theory of Stochastic Processes with Applications to Financial Mathematics and Risk Theory : Problem Books in Mathematics. Authors: Gusak, D., Kukush, A., Kulik, A., Mishura, Y., Pilipenko, A. — Springer, NY, 2009.
- Undergraduate Mathematics Competitions (1995—2016): Taras Shevchenko National University of Kyiv. Authors: Brayman V., Kukush, A. — Springer, NY, 2017.
- Radiation Risk Estimation: Based on Measurement Error Models. Authors: Masiuk, S., Kukush, A., Shklyar, S., Chepurny, M., Likhtarov, I. — de Gruyter, Berlin / Boston, 2017.
- Gaussian Measures in Hilbert Space: Construction and Properties. Author: Kukush, A. — ISTE and Wiley, London / Hoboken, 2019.

Награды, отличия:
- Премия имени Тараса Шевченко Киевского университета (2006)
- звание «Отличник народного образования Украины» (2008)
- памятная медаль имени Н. Н. Боголюбова «За высокий уровень научных результатов в области математической науки» (2009).
- нагрудный знак «За научные и образовательные достижения» от МОН Украины (2018).

Некоторые основные публикации:
- S.Shklyar, A.Kukush, I.Markovsky, and S.Van Huffel, About the conic section fitting problem. Journal of Multivariate Analysis. Published online 31.01.2006.
- A.Kukush, I.Markovsky, and S.Van Huffel, Consistency of the structured total least squares estimator in a multivariate errors -in-variables model. Journal of Statistical Planning and Inference, 2005, 133, N2, 315—358.
- A.Kukush, Yu.Chernikov, and D.Pfeifer, Maximum likelihood estimators in a statistical model of natural catastrophe claims with trend . Extremes, 2004, 7, N4, 309—337.
- A.Kukush, I.Markovsky, and S.Van Huffel, Consistent fundamental matrix estimator in a quadratic measurement error model arising in motion analysis , Computational Statistics and Data Analysis, 2002, 41, N1, 3-18.
- I.Fazekas and A.Kukush, Infill asymptotics inside increasing domain for the least squares estimator in linear models . Statistical Inference for Stochastic Processes, 2000, 3, N3, 199—223.